# Anthurium sylvestre
Anthurium sylvestre är en kallaväxtart som beskrevs av Spencer Le Marchant Moore. Anthurium sylvestre ingår i släktet Anthurium och familjen kallaväxter. Inga underarter finns listade.